# Sandro Tovalieri
Sandro Tovalieri (Pomezia, 25 febbraio 1965) è un dirigente sportivo, allenatore di calcio ed ex calciatore italiano, di ruolo attaccante.
Negli anni da calciatore è stato soprannominato il Cobra.

## Carriera

### Giocatore

#### Gli inizi, Pescara e ritorno alla Roma

Tovalieri agli esordi con il Pescara nel 1983

Tovalieri emerge dal vivaio della Roma. Nell'anno del secondo scudetto dei giallorossi (1982-1983) vince il Torneo di Viareggio, riservato alle squadre della categoria Primavera, insieme a compagni divenuti poi celebri (su tutti Giuseppe Giannini). In questa stagione si toglie anche la soddisfazione di sedere una volta in panchina in campionato, a 17 anni.
Nella stagione 1983-1984 viene mandato a fare esperienza in Serie B. Con la maglia del Pescara gioca 35 partite segnando 10 reti. Anche la stagione successiva, che lo vede indossare la maglia dell'Arezzo, sempre in cadetteria, è positiva: 34 presenze e 10 gol. Risalgono a questo periodo le 2 presenze del giocatore nella Nazionale Under-21, con la quale debutta il 5 dicembre 1984.
Nell'estate 1985 la giovane punta torna nella Capitale. Nella stagione 1985-1986 i giallorossi perdono lo Scudetto con il Lecce alla penultima giornata: Tovalieri è riserva, e viene utilizzato 22 volte. Il suo debutto nel massimo campionato è datato 8 settembre 1985 in Atalanta-Roma (1-2). Segna in tutto 3 reti in campionato. Gioca come titolare le due finali di andata e ritorno della Coppa Italia che la Roma disputa contro la Sampdoria, andando in gol nella partita di andata disputata a Genova e persa 2 a 1 dai giallorossi. Nel ritorno la Roma si impone 2 a 0 e conquista il titolo. A fine stagione lascia, senza mai più far ritorno da calciatore, la squadra in cui è cresciuto.

#### Avellino, Arezzo e Ancona
L'Avellino è la squadra con cui disputa l'annata 1986-1987. Gli irpini concludono la stagione all'ottavo posto in classifica. Tovalieri replica il numero di gol della stagione precedente, 3, in 20 partite disputate.
Nella stagione 1987-1988 passa all'Arezzo, formazione con la quale gioca tre annate, fino all'estate del 1990. La sua permanenza in Toscana è condizionata da un grave infortunio capitatogli nel 1988 (rottura del legamento crociato). Dopo due annate condizionate dall'infortunio, negative anche per l'Arezzo che retrocede in Serie C1 nell'estate del 1988, il centravanti nella stagione 1989-1990 segna 15 gol in 32 partite, che non sono sufficienti per il ritorno in Serie B della sua squadra.

Tovalieri all'Arezzo

Gli anni novanta sono quelli della consacrazione di Tovalieri anche in Serie A. Nell'estate del 1990 passa all'Ancona, con la quale disputa due annate in cadetteria. Nella stagione 1990-1991 calca il terreno di gioco 35 volte, segnando 13 reti in campionato; la stagione seguente l'Ancona centra la prima promozione in Serie A della sua storia: Tovalieri contribuisce all'impresa con 9 marcature in 36 presenze.
Durante l'estate del 1992 inizia il ritiro pre-campionato con una neopromossa in Serie B, la Ternana, la quale però è travolta da problemi finanziari, così la lascia quasi subito per accasarsi al Bari.

#### Bari
Nel settembre 1992 Tovalieri passa quindi al Bari, sempre in cadetteria.
Nella stagione 1992-1993 realizza 9 gol in 22 presenze. L'annata successiva centra una nuova promozione nella massima serie segnando 14 reti in 29 partite. La stagione 1994-1995 è quella del suo ritorno in Serie A dopo sette anni dalle ultime apparizioni: forma il reparto d'attacco insieme a Igor Protti e Miguel Guerrero, segnando 17 goal in 31 partite; 10 reti in più di Protti (che l'anno successivo sarà capocannoniere della massima serie insieme al laziale Giuseppe Signori con 24 marcature).

#### Continui cambi di maglia
Dopo tre stagioni con la maglia dei galletti pugliesi il giocatore passa all'Atalanta, con la quale gioca un anno. L'annata è meno positiva della precedente: 6 reti in 30 presenze.
Archiviata l'esperienza bergamasca, disputa la stagione 1996-1997 con due squadre distinte: da luglio a gennaio veste la casacca della Reggiana in Serie A per 11 volte segnando 4 reti; da gennaio a giugno milita nel Cagliari, nel tentativo di salvare la squadra isolana dalla retrocessione. Con i rossoblù riscopre la vena realizzativa di due anni prima, ma le sue 12 segnature in soli cinque mesi non valgono alla squadra la salvezza: il Cagliari perde lo spareggio (nel quale Tovalieri segna una rete) con il Piacenza e retrocede in Serie B.

Tovalieri esulta per il Perugia nel campionato 1997-1998

Nell'estate 1997 si trasferisce alla Sampdoria. Per la società blucerchiata l'inizio di stagione non è soddisfacente, e quindi già a novembre vengono apportate modifiche significative all'organico. Tra i partenti illustri (tra cui anche Jürgen Klinsmann) c'è anche Tovalieri, ceduto ai cadetti del Perugia dopo avere realizzato 3 centri in 9 partite.
Con la maglia della formazione umbra il giocatore centra la sua ultima promozione in Serie A e segna i suoi ultimi gol, 10 in 25 presenze; in particolare il 21 giugno 1998 a Reggio Emilia, contro il Torino, nello spareggio fra le due squadre appaiate al quarto posto della classifica, Tovalieri è protagonista dapprima sbloccando il punteggio nei tempi regolamentari e poi, nel decisivo epilogo ai tiri di rigore, trasformando il penalty che sancisce la promozione biancorossa.

#### Gli ultimi anni
La stagione seguente, 1998-1999, dopo aver iniziato sempre con il Perugia, calcando per le ultime volte (4) i prati di Serie A, nell'ottobre 1998 passa ai rivali della Ternana insieme all'altro ex perugino Alessandro Cucciari. Con la formazione rossoverde Tovalieri segna un solo gol su 20 gare, nella gara d'esordio contro il Napoli finita 2-1 (l'altro marcatore fu proprio Cucciari). Tovalieri aveva già vestito ufficiosamente la casacca della Ternana nell'agosto 1992, prima del crac finanziario della società umbra che rese quindi nullo il suo trasferimento.
L'annata 1999-2000 è quella conclusiva nella carriera calcistica di Tovalieri quando dopo 7 presenze con la maglia della Reggiana, in Serie C1, lascia l'attività agonistica.

### Allenatore e dirigente
Dopo il ritiro inizia a dedicarsi alla sua scuola calcio e contemporaneamente inizia ad allenare le formazioni giovanili della Roma (Giovanissimi, Esordienti e Allievi). Nel 2014 viene nominato presidente onorario della squadra di calcio femminile Res Roma. Dal 2014 al  2015 è dirigente , allenatore dei giovanissimi regionali del Racing Clube allenatore della formazione berretti della Virtus Lanciano - Racing ,a seguire è responsabile delle giovanili del Pomezia Selva dei Pini . 
Dall'agosto 2017 a gennaio 2018 è stato dirigente della United Sly di Bari, realtà con la prima squadra allora attiva in Seconda Categoria, nelle vesti di team manager e responsabile tecnico della scuola calcio.
Dal maggio all'ottobre 2018 è stato allenatore della Soccer Modugno, in quegli anni principale società calcistica della città di Modugno, militante nel campionato di Prima Categoria pugliese. Dal 2019 al 2023 è stato responsabile delle giovanili del Falasche Lavinio , nel 2023 diventa responsabile dell'area tecnica della NF Ardea

## Statistiche

### Presenze e reti nei club
| Stagione        | Squadra         | Campionato      | Campionato | Campionato |
| Stagione        | Squadra         | Comp            | Pres       | Reti       |
| --------------- | --------------- | --------------- | ---------- | ---------- |
| 1982-1983       | Roma            | A               | 0          | 0          |
| 1983-1984       | Pescara         | B               | 35         | 10         |
| 1984-1985       | Arezzo          | B               | 34         | 10         |
| 1985-1986       | Roma            | A               | 22         | 3          |
| Totale Roma     | Totale Roma     | Totale Roma     | 22         | 3          |
| 1986-1987       | Avellino        | A               | 20         | 3          |
| 1987-1988       | Arezzo          | B               | 17         | 4          |
| 1988-1989       | Arezzo          | C1              | 9          | 1          |
| 1989-1990       | Arezzo          | C1              | 32         | 15         |
| Totale Arezzo   | Totale Arezzo   | Totale Arezzo   | 92         | 30         |
| 1990-1991       | Ancona          | B               | 35         | 13         |
| 1991-1992       | Ancona          | B               | 36         | 9          |
| Totale Ancona   | Totale Ancona   | Totale Ancona   | 71         | 22         |
| 1992-1993       | Bari            | B               | 22         | 9          |
| 1993-1994       | Bari            | B               | 29         | 14         |
| 1994-1995       | Bari            | A               | 31         | 17         |
| Totale Bari     | Totale Bari     | Totale Bari     | 82         | 40         |
| 1995-1996       | Atalanta        | A               | 30         | 6          |
| 1996-gen. 1997  | Reggiana        | A               | 11         | 4          |
| gen.-giu. 1997  | Cagliari        | A               | 23+1       | 12+1       |
| ago.-nov. 1997  | Sampdoria       | A               | 9          | 3          |
| nov. 1997-1998  | Perugia         | B               | 25+1       | 10+1       |
| ago.-ott. 1998  | Perugia         | A               | 4          | 0          |
| Totale Perugia  | Totale Perugia  | Totale Perugia  | 29+1       | 10+1       |
| ott. 1998-1999  | Ternana         | B               | 20         | 1          |
| 1999-2000       | Reggiana        | C1              | 2          | 0          |
| Totale Reggiana | Totale Reggiana | Totale Reggiana | 13         | 4          |
| Totale carriera | Totale carriera | Totale carriera | 446+2      | 144+2      |

### Cronologia presenze e reti in nazionale
| Cronologia completa delle presenze e delle reti in nazionale ― Italia under 21 | Cronologia completa delle presenze e delle reti in nazionale ― Italia under 21 | Cronologia completa delle presenze e delle reti in nazionale ― Italia under 21 | Cronologia completa delle presenze e delle reti in nazionale ― Italia under 21 | Cronologia completa delle presenze e delle reti in nazionale ― Italia under 21 | Cronologia completa delle presenze e delle reti in nazionale ― Italia under 21 | Cronologia completa delle presenze e delle reti in nazionale ― Italia under 21 | Cronologia completa delle presenze e delle reti in nazionale ― Italia under 21 |
| Data                                                                           | Città                                                                          | In casa                                                                        | Risultato                                                                      | Ospiti                                                                         | Competizione                                                                   | Reti                                                                           | Note                                                                           |
| ------------------------------------------------------------------------------ | ------------------------------------------------------------------------------ | ------------------------------------------------------------------------------ | ------------------------------------------------------------------------------ | ------------------------------------------------------------------------------ | ------------------------------------------------------------------------------ | ------------------------------------------------------------------------------ | ------------------------------------------------------------------------------ |
| 5-12-1984                                                                      | La Valletta                                                                    | Malta under 21                                                                 | 1 – 2                                                                          | Italia under 21                                                                | Amichevole                                                                     | -                                                                              | 46’                                                                            |
| 20-2-1985                                                                      | Firenze                                                                        | Italia under 21                                                                | 0 – 2                                                                          | Unione Sovietica under 21                                                      | Amichevole                                                                     | -                                                                              | 46’                                                                            |
| Totale                                                                         |                                                                                | Presenze                                                                       | 2                                                                              |                                                                                | Reti                                                                           | 0                                                                              |                                                                                |

## Palmarès

### Giocatore

#### Club

##### Competizioni giovanili
- Torneo di Viareggio: 1

Roma: 1983

##### Competizioni nazionali
- Coppa Italia: 1

Roma: 1985-1986

## Nella cultura di massa
Il rapper avellinese Ghemon gli ha dedicato una canzone intitolata Cobra (Tovalieri).
Sandro Tovalieri e Susanna Marcellini  ( autori )  Cobra. Vita di un centravanti di strada , Ultra  2015